# Paracricotopus missilus
Paracricotopus missilus är en tvåvingeart som beskrevs av Chaudhuri och Som 1998. Paracricotopus missilus ingår i släktet Paracricotopus och familjen fjädermyggor. Inga underarter finns listade i Catalogue of Life.